# Nikolaj Mantschew
Nikolaj Mantschew (auch Nikolay Manchev geschrieben, bulgarisch Николай Манчев; * 4. Januar 1985 in Plowdiw) ist ein bulgarischer Fußballspieler. Zuletzt spielte er von 2009 bis 2010 bei ZSKA Sofia in der A Grupa, der höchsten bulgarischen Spielklasse.

## Karriere
Mantschew begann seine Karriere beim FC Mariza Plowdiw. 2007 wechselte er zum Erstligisten Botew Plowdiw. In seiner ersten Saison mit dem Verein wurde Platz zwölf erreicht. In der darauffolgenden Saison gelang mit Platz 13 abermals der Klassenerhalt. 2009 wechselte er zu ZSKA Sofia, wo er sein Debüt auf europäischer Klubebene gab. Im Gruppenspiel der UEFA Europa League gegen den FC Basel am 5. November 2009 wurde er in der 28. Minute eingewechselt. Das Spiel in Basel wurde 1:3 verloren. ZSKA wurde in der Meisterschaft Vizemeister.
Im Jahr 2010 kehrte Mantschew zu Botew zurück, das mittlerweile in der W Grupa spielte. Nach dem Aufstieg 2011 gelang ihm mit seinem Team in der Spielzeit 2011/12 der Durchmarsch ins Oberhaus. Im Sommer 2012 wurde sein Vertrag nicht verlängert und er war ein halbes Jahr ohne Verein, ehe ihn Anfang 2013 der Drittligist FK Chaskowo unter Vertrag nahm. Im Sommer 2013 war er erneut kurzzeitig ohne Engagement. Im Oktober 2013 verpflichtete ihn der Drittligaverein Oborischte Panagjurischte. Ende August 2014 wechselte er zu Ionikos Nikea in die griechische Gamma Ethniki.

## Erfolge
- 1× Bulgarischer Vizemeister: 2010